# Robert Walters Group
Robert Walters Group (LSE: RWA
) er et britisk bemanding- og rekrutteringsbureau med hovedkvarter i London. Virksomheden blev etableret af Robert Walters i 1985. De har afdelinger i 31 lande og ca. 4.200 ansatte.